# Hassine Belkhouja
Pour les articles homonymes, voir Hassine.
Hassine Belkhouja (arabe : حسين بلخوجة), alias Zizi Belkhouja, né le 26 janvier 1939 et mort le 24 mai 2015, est un volleyeur tunisien. Il est l'une des figures les plus marquantes du volley-ball tunisien où il occupe une place de choix durant plus de cinquante ans.

## Biographie
Il rejoint les rangs de l'Espérance sportive de Tunis dès la reprise des activités de sa section de volley-ball en 1956 et s'y impose malgré son jeune âge comme le capitaine incontesté et le maître à jouer de sa formation. L'entraîneur national Hennig le remarque et le présélectionne alors qu'il joue en troisième division.
En deux ans, le club gravit les échelons et passe de la division 3 à la division 1 alors que Belkhouja devient titulaire de l'équipe nationale. Les grands clubs de l'époque se disputent ses services et il rejoint successivement l'Alliance sportive en 1959-1960 puis l'Étoile sportive goulettoise où il remporte en 1960-1961 le championnat de Tunisie, ce qui lui permet de participer à la coupe d'Europe des clubs où l'Étoile sportive goulettoise perd contre le Minior Dimitrov de Bulgarie. 
Il revient à l'Espérance sportive de Tunis comme entraîneur-joueur pour accumuler les doublés (coupe et championnat) alors qu'en équipe nationale, il est promu capitaine et participe à différentes compétitions (championnat du monde, Jeux méditerranéens, championnats d'Afrique, etc.), au point que la fiche des joueurs avant les championnats d'Afrique 1967, que la Tunisie remporte, indique qu'il compte alors 112 sélections. En 1970, il est nommé provisoirement entraîneur de l'équipe nationale et ramène le titre de champion maghrébin en Tunisie. Il dirige par ailleurs l'équipe nationale aux championnats du monde avant d'être désigné officiellement à son poste en 1973.
Par la suite, il fait le va-et-vient entre l'équipe nationale et son club avant de prendre le poste de directeur technique de l'équipe nationale jusqu'à sa retraite administrative en 1998. Il quitte également la Fédération tunisienne de volley-ball, continue à suivre attentivement l'évolution de son sport puis est rappelé comme conseiller technique.
Décédé le 24 mai 2015, il est inhumé le lendemain au cimetière du Djellaz à Tunis.

## Parcours

### Joueur
- Espérance sportive de Tunis : 1956-1958 et 1961-1973
- Alliance sportive : 1959-1960
- Étoile sportive goulettoise : 1960-1961

### Entraîneur
- Espérance sportive de Tunis : 1961-1971, 1974-1975, 1977-1978 et 1986
- Équipe nationale : 1970 et 1973-1978
- Directeur technique national : 1982-1985 et 1986-1998
- Conseiller technique : 2007-2010

## Palmarès

### Joueur
- Champion d'Afrique : 1967
- Champion du Maghreb : 1967, 1968
- Champion de Tunisie : 1961
- Jeux africains : 1965

### Entraîneur-joueur
- Champion de Tunisie : 1964, 1965, 1966, 1967, 1968, 1969
- Vainqueur de la coupe de Tunisie : 1964, 1965, 1966, 1967

### Entraîneur
- Champion du Maghreb : 1970
- Vainqueur de la coupe du Maghreb : 1973
- Champion de Tunisie : 1978
- Jeux africains : 1973
- Jeux africains : 1978

## Autres distinctions
- Il est désigné en 1967 comme « meilleur sportif de l'année » en Tunisie.
- Il remporte la coupe de Tunisie de handball avec l'Espérance sportive de Tunis en 1961.